# Исмаилова, Лейла Ризвановна
Лейла Ризвановна Исмаилова (бел. Лейла́ Рызва́наўна Ісмаілава, азерб. Leyla Rizvan qızı İsmayılova; род. 28 августа 1989, Минск) — белорусская журналистка, телевизионная ведущая и модель. Впервые стала известной после участия в качестве ведущей в детском конкурсе песни «Евровидение» 2010 года. Объявляла результаты голосования от Белоруссии на конкурсе песни «Евровидение» 2011 года, и была ведущей национального отбора в Белоруссии для «Евровидения» 2012 года.

## Биография

### Детство и семья
Лейла родилась в семье Ризвана Исмаилова, уроженца города Агдам (Азербайджан), и Галины Руженцовой, уроженки Минска. Через месяц после рождения дочери семья переехала в Баку.
Отец Лейлы работал директором нефтебазы в Агдаме, и несмотря на армяно-азербайджанский вооружённый конфликт, до последнего не покидал город. Он погиб в результате обстрела с армянской стороны, когда Лейле было 3 года. Лейла с матерью, младшим братом Бахрамом и старшей сестрой Эсмирой вернулись в Минск.
Свои первые материалы Лейла напечатала в 15 лет. По её словам, выбором журналистики в качестве своей профессии она обязана старшей сестре Эсмире.
В детстве я любила наблюдать за тем, как она работает в своей комнате. Тогда сестра еще печатала тексты на печатной машинке. Её пальцы быстро бегали по клавишам, свет настольной лампы освещал только её лицо, а в глазах можно было прочитать много мыслей. Как-то, наблюдая такую картину, я тоже решила стать журналисткой. Казалось, эта профессия даст мне возможность ткать свой собственный мир, состоящий из мыслей и идей. Так и получилось. Конечно, был и период разочарования, потому что в 15 лет (это возраст, когда я стала публиковать материалы), я смотрела на мир через розовые очки. А снимать их всегда неприятно… Но теперь, спустя семь лет, ко мне пришло здравое осознание того, что я не зря поступила на факультет журналистики.
Мать Лейлы — учительница русского языка и литературы в гимназии. Старшая сестра Эсмира — журналист, экономист и литератор; работала в Посольстве Азербайджана в Белоруссии, а также в представительстве Программы развития ООН в Минске. Младший брат Бахрам учится в университете.

### Образование
- 2006: Лицей Белорусского государственного университета (класс истории).
- 2011: Институт журналистики БГУ (аудиовизуальная журналистика), с отличием, лучшая выпускница института 2011 года[4].
- С 2011: учится в актёрской школе Playhouse West в Голливуде (г. Лос-Анджелес, штат Калифорния, США)[5].

### Карьера
Карьеру на телевидении Лейла Исмаилова начала в 2010 году, пройдя отбор на роль ведущих в VIII детском конкурсе песни «Евровидение», проходившем в Минске. В то время она, являясь студенткой Института журналистики БГУ, училась по стипендиальной программе Европейского Союза «Эразмус Мундус» в Греции, в Университете им. Аристотеля (г. Салоники, Центральная Македония).
В 2011 году Исмаилова, будучи студенткой Института журналистики БГУ, удостоилась национальной премии «Телевершина» в номинации «Лучшая ведущая музыкально-развлекательных программ».
На вечер «Телевершины» она выбрала воздушное платье из новой коллекции французской фирмы NafNaf стоимостью 1,5 миллиона белорусских рублей, которые, по словам ведущей, пришлось долго откладывать со своей стипендии.

#### Основные телепрограммы

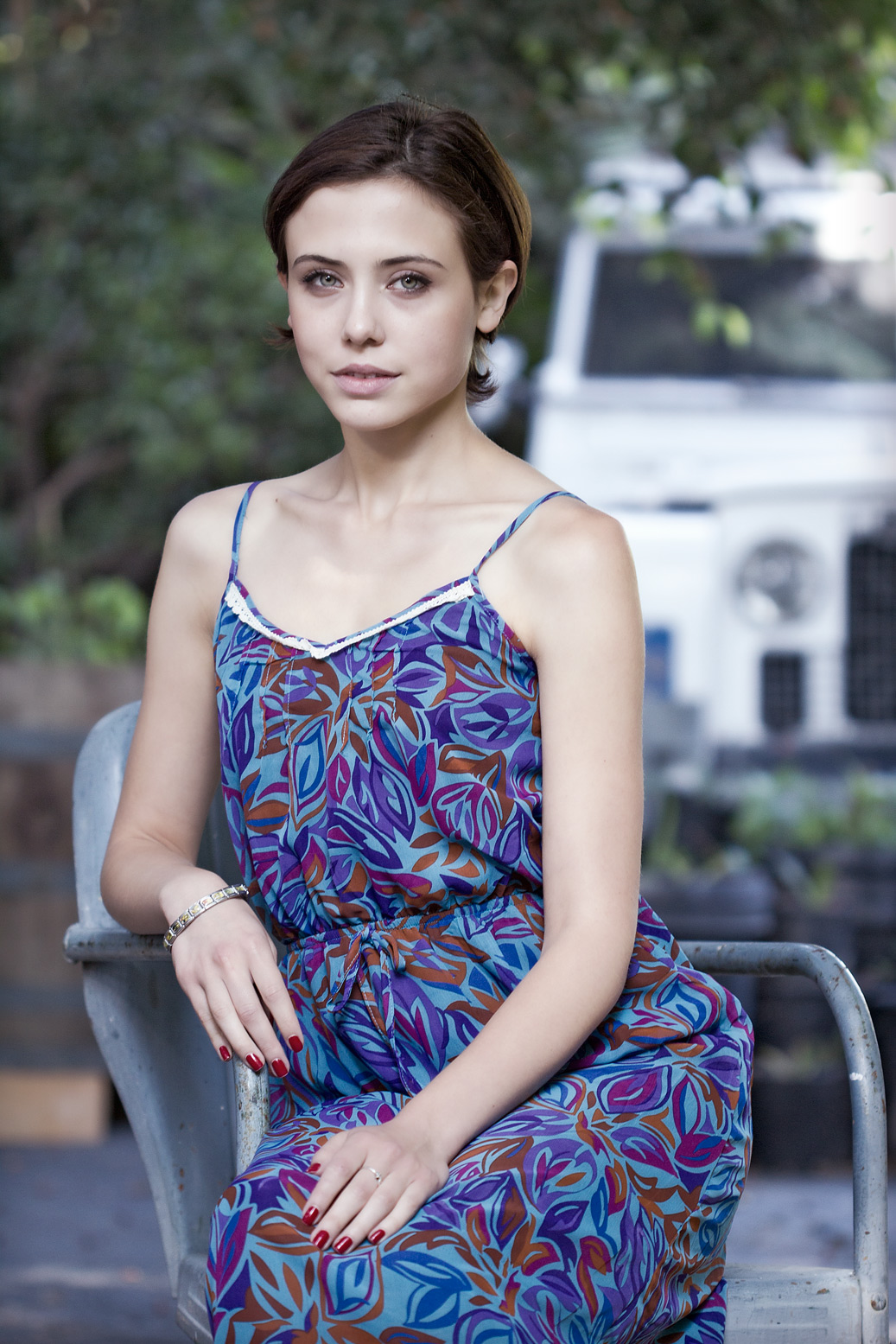
Фото: Роделио Астудилло.

- VIII детский конкурс песни «Евровидение» 2010 — ведущая[5].
- 56-й конкурс песни «Евровидение» 2011 — глашатай от Белоруссии[5][7].
- «Новогодний огонёк на Первом», 2011 — ведущая[4].
- Ток-шоу «В объективе мобильного телефона» — ведущая[4].
- Спортивно-развлекательная телеигра «Битва титанов» (фр. «Intervilles»), Франция, 2011 — участница команды Белоруссии[5].
- «Музыкальные вечера в Мирском замке», 2011 — ведущая[5][8].
- XX международный фестиваль искусств «Славянский базар в Витебске», 2011 — ведущая[5].
- «Еврофест» (национальный отбор в Белоруссии на конкурс песни «Евровидение», 2012) — ведущая[5].

### Участие в музыкальных клипах, сериалах
- Vinsent — «Осенний вальс» (бел. «Восеньскі вальс»)[9].
- The Maneken[укр.] (Украина) — «Обратный билет»[10].
- Джей — «Совершенно Летняя»[11].
- «Хорошие люди», (сериал, Россия) — главная роль[4][12].

### Модель
- Коллекция «Кэролайн Моник» 2012 (Беверли-Хиллз, округ Лос-Анджелес, штат Калифорния)[13].
- Коллекция шёлковых шарфов «Кэролайн Моник» 2013 (Беверли-Хиллз, округ Лос-Анджелес, штат Калифорния)[14].

## Награды и премии
- Титул «Мисс пресса» на конкурсе «Мисс Минск», 2009[5].
- Национальная премия «Телевершина» 2011, Беларусь, в номинации «Лучшая ведущая музыкально-развлекательных программ»[5].